# عفونت ادراری
عفونت دستگاه ادراری (UTI یا Urinary tract infection) نوعی عفونت باکتریایی است که بر بخشی از دستگاه ادراری تأثیر می‌گذارد. هنگامی که عفونت، دستگاه ادراری تحتانی را مبتلا می‌کند سیستیت ساده (عفونت مثانه) نامیده می‌شود و هنگامی که بر دستگاه ادراری فوقانی تأثیر می‌گذارد به آن پیلونفریت (عفونت کلیه) گفته می‌شود. علائم مربوط به دستگاه ادراری تحتانی عبارتند از دفع ادرار همراه با درد یا تکرر ادرار یا اضطرار برای ادرار (یا هر دو)، در حالی که علائم مربوط به پیلونفریت عبارتند از تب و درد پهلو به همراه علائم مربوط به عفونت دستگاه ادراری تحتانی. این علائم در افراد مسن یا بسیار کم سن و سال ممکن است مبهم یا نامشخص باشند. عامل اصلی هر دو نوع عفونت مذکور اشرشیا کلی است، با این حال ندرتاً باکتری‌های دیگر، ویروسها یا قارچ نیز ممکن است موجب آن شوند.
عفونت‌های دستگاه ادراری معمولاً در زنان نسبت به مردان بیشتر رخ می‌دهد؛ نیمی از زنان در طول زندگی خود حداقل به یک عفونت مبتلا می‌شوند. بروز مجدد بیماری امری شایع است. عوامل خطرساز عبارتند از: آناتومی بدن زنان، مقاربت جنسی و سابقه خانوادگی. پیلونفریت در صورت بروز معمولاً پس از عفونت مثانه ظاهر می‌شود، اما ممکن است ناشی از عفونت منتقله از راه خون نیز باشد. تشخیص این بیماری در زنان سالم و جوان تنها بر اساس علائم امکان‌پذیر است. در افرادی که علائم آن‌ها مبهم است، ممکن است تشخیص بیماری مشکل باشد زیرا ممکن است باکتری‌ها وجود داشته باشد، اما عفونتی مشاهده نشود. در موارد پیچیده یا در صورتی که درمان با شکست مواجه شود، ممکن است کشت ادرار مفید باشد. در افراد مبتلا به عفونت‌های مکرر، می‌توان از دوز پایین آنتی‌بیوتیکها به‌عنوان اقدام پیشگیرانه استفاده کرد.
در موارد غیرپیچیده، عفونت‌های دستگاه ادراری را می‌توان به‌راحتی با مصرف آنتی‌بیوتیک در یک دوره کوتاه درمان کرد، اگرچه مقاومت در برابر بسیاری از آنتی‌بیوتیک‌های مورد استفاده برای درمان این بیماری در حال افزایش است. در موارد پیچیده، ممکن است لازم باشد دوره‌های درمان طولانی‌تر شوند یا نیاز به تزریق آنتی‌بیوتیک وریدی باشد، و در صورتی که علائم در طی دو یا سه روز بهبود پیدا نکرد، لازم است آزمایش‌های تشخیصی بیشتری انجام گردد. در زنان، عفونت‌های دستگاه ادراری شایع‌ترین شکل عفونت‌های باکتریایی است و هر سال ۱۰٪ به میزان عفونت‌های دستگاه ادراری افزوده می‌شود.

## علائم و نشانه‌ها

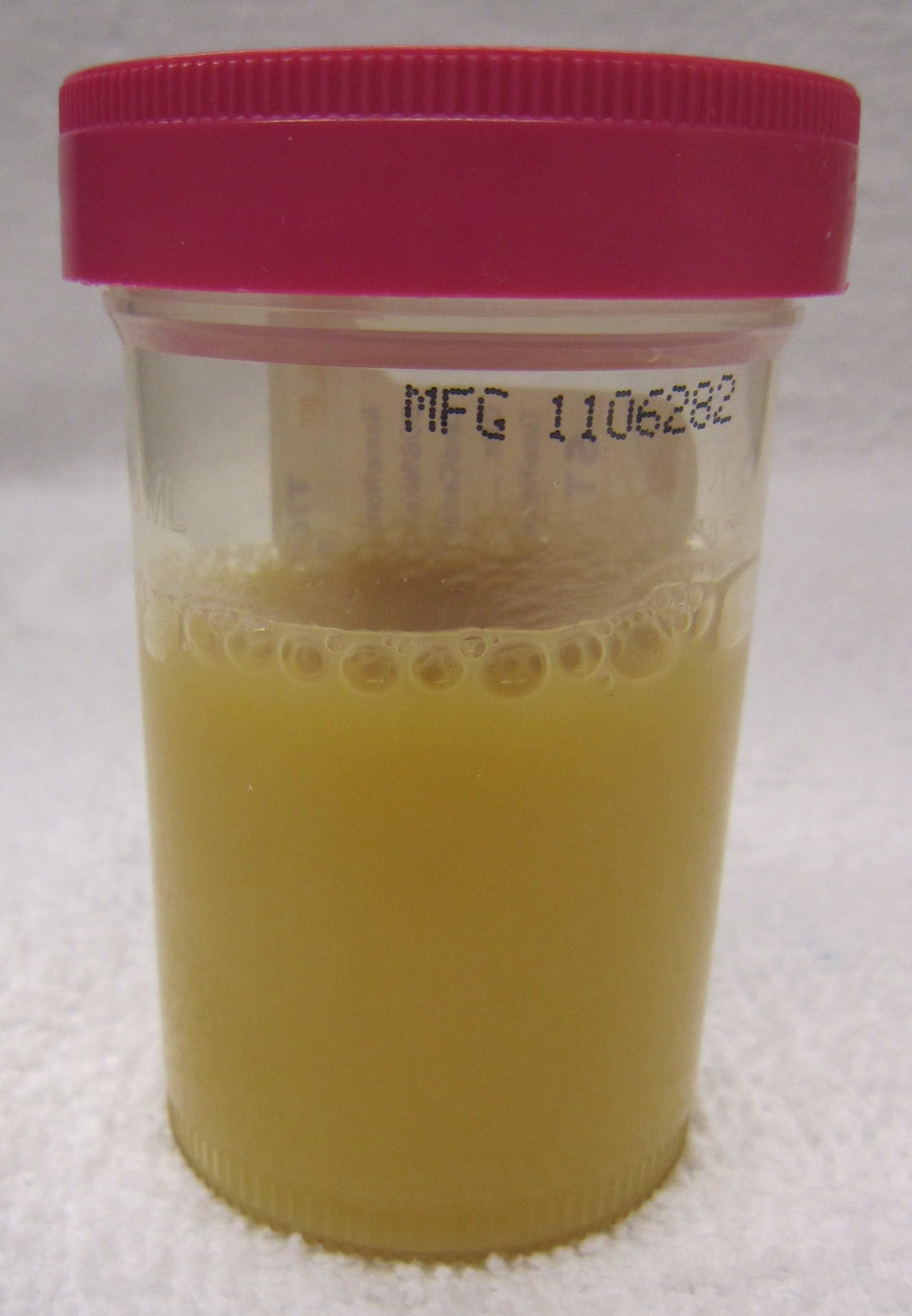
ادرار ممکن است حاوی چرک باشد (شرایطی که به آن پیوری گفته می‌شود) و در افراد مبتلا به گَندخونی به دلیل عفونت دستگاه ادراری مشاهده می‌گردد.

به عفونت دستگاه ادراری تحتانی، عفونت مثانه نیز گفته می‌شود. شایع‌ترین علائم آن عبارتند از سوزش به هنگام ادرار کردن و نیاز به ادرار مکرر (و یا اضطرار برای ادرار) در صورت فقدان جریان واژنی و درد قابل توجه. . این علائم ممکن است متوسط یا شدید باشند و در زنان سالم به‌طور متوسط شش روز طول می‌کشد. ممکن است مقداری درد در بالای استخوان شرمگاهی یا پایین کمر وجود داشته باشد.افرادی که دچار عفونت دستگاه ادراری فوقانی یا پیلونفریت می‌شوند، ممکن است علاوه بر علائم رایج عفونت دستگاه ادراری تحتانی درد پهلو، تب، یا حالت تهوع و استفراغ را بروز دهند. ندرتاً ممکن است ادرار خونی باشد یا دارای پیوری قابل مشاهده (چرک در ادرار) باشد).

### در کودکان
در کودکان خردسال، ممکن است تنها علامت عفونت دستگاه ادراری (UTI) تب باشد.  به دلیل فقدان علائم واضح‌تر، وقتی دختران کوچکتر از دو سال یا پسران ختنه نشده کوچکتر از یک سال دچار تب می‌شوند، بسیاری از انجمن‌های پزشکی توصیه می‌کنند که کشت ادرار صورت بگیرد. . ممکن است نوزادان خوب غذا نخورند، استفراغ کنند، بیشتر بخوابند، یا نشانه‌های یرقان را از خود نشان دهند.در کودکان بزرگتر، ممکن است دوباره بی‌اختیاری ادرار (از دست دادن کنترل مثانه) رخ دهد.

### در سالمندان
علائم دستگاه ادراری غالباً در سالمندان مشاهده نمی‌شود. نشانه‌های مذکور ممکن است مبهم و همراه با بی‌اختیاری باشد، و تنها علائم موجود تغییر در وضعیت ذهنی یا خستگی باشد. گرچه در برخی موارد نخستین نشانه‌ای که ارائه دهنده مراقبت‌های بهداشتی با آن مواجه می‌شود گَندخونی یا عفونت در خون است. این واقعیت که بسیاری از افراد مسن پیشاپیش دچار بی‌اختیاری یا زوال عقل شده‌اند ممکن است کار تشخیص را پیچیده‌تر کند.

## علت
E. coliعلت ۸۰–۸۵٪ عفونت‌های دستگاه ادراری است و استافیلوکوکوس ساپروفیتیکوسعلت ۵–۱۰٪ موارد دیگر است. این عفونت‌ها ندرتاً ممکن است به علت عفونت  ویروسی یا قارچی باشند. سایر علل باکتریایی عبارتند از: کلبسیلا، پروتئوس، سودوموناس و انتروباکتر. این موارد چندان معمول نبوده و به‌طور معمول به ناهنجاری‌های سیستم ادراری یا سوند ادراری مربوط هستند. عفونت دستگاه ادراری ناشی از استافیلوکوکوس اورئوس به‌طور معمول به‌صورت عوارض جانبی عفونت‌های منتقله از راه خون رخ می‌دهد.

### آمیزش جنسی
در زنان جوان فعال از نظر جنسی، فعالیت جنسی علت ۷۵–۹۰٪ عفونت‌های مثانه است و خطر عفونت با تعداد دفعات آمیزش جنسی رابطه دارد. اصطلاح «سیستیت ماه عسل» به پدیده عفونت‌های مکرر ادراری در اوایل ازدواج گفته می‌شود. در زنان پس از یائسگی، فعالیت جنسی تأثیری بر خطر ابتلا به UTI ندارد. استفاده از اسپرم‌کش جدای از تعداد دفعات آمیزش جنسی خطر ابتلا به UTI را افزایش می‌دهد.
زنان نسبت به مردان بیشتر مستعد ابتلا به UTI هستند زیرا در زنان مجرای خروجی مثانه بسیار کوتاه‌تر بوده و به مقعد نزدیک‌تر است. از آنجا که سطح استروژن در زنان با یائسگی کاهش می‌یابد، خطر ابتلای آن‌ها به عفونت‌های دستگاه ادراری به‌علت از دست رفتن فلور واژن که نقشی حفاظت‌کننده دارد، افزایش می‌یابد.

### نگه داشتن ادرار در طولانی مدت
نگه داشتن ادرار در مثانه ممکن است به دلیل تنبلی شما باشد و گاهی هم ممکن است وسواس افراد نسبت به توالت‌های عمومی باشد. برخی افراد تحت هیچ شرایطی راضی به استفاده از سرویس‌های بهداشتی عمومی نمی‌شوند. کسانی که به مسافرت‌های متعدد می‌روند و از این بابت رنج می‌کشند در آینده ممکن است به عفونت ادراری مبتلا شوند.بله درست است این طور است.

### سوندهای ادراری
سوند ادراری خطر ابتلا به عفونت‌های دستگاه ادراری را افزایش می‌دهد.خطر ابتلا به باکتریوری (وجود باکتری در ادرار) بین سه تا شش درصد در هر روز بوده و آنتی‌بیوتیک‌های پروفیلاکسی در کاهش عفونت‌های دارای علائم مؤثر نیستند. خطر عفونت مربوطِ را می‌توان با سوندگذاری صرفاً در صورت نیاز، استفاده از روش آسپتیک برای وارد کردن سوند و تخلیه بسته و بدون مانع کاهش داد.

### سایر
ممکن است استعداد بروز عفونت‌های مثانه در خانواده وجود داشته باشد.سایر عوامل خطرساز عبارتند از دیابت، ختنه نشده بودن، و داشتن پروستات بزرگ. عوامل پیچیده‌کننده وضعیت نسبتاً مبهم بوده و شامل استعداد آناتومیکی، عملکردی، یا اختلالات متابولیکی می‌باشد.درمان عفونت پیچیده‌تر دستگاه ادراری دشوار است و معمولاً نیاز به ارزیابی، درمان و پیگیری تهاجمی‌تر دارد. . در کودکان، عفونت‌های دستگاه ادراری با ریفلاکس مثانه به حالب (حرکت‌های غیرطبیعی ادرار از مثانه به حالبها یا کلیه‌ها) و یبوست ارتباط دارد.
افراد دارای آسیب طناب نخاعی بیشتر در معرض خطر ابتلا به عفونت‌های دستگاه ادراری هستند و بخشی از این امر به دلیل استفاده مداوم از سوند بوده و بخشی دیگر به دلیل اختلال در دفع ادرار است. . این شایع‌ترین علت بروز عفونت در این افراد و همچنین شایع‌ترین علت بستری شدن در بیمارستان است. علاوه بر این به نظر می‌رسد استفاده ازآب زغال اخته یا مکمل‌های زغال اخته در پیشگیری و درمان این افراد مؤثر نباشد.

## پیدایش بیماری
باکتری که باعث عفونت دستگاه ادراری می‌شود به‌طور معمول از طریق مجرای خروجی مثانه وارد آن می‌شود. با این حال ممکن است عفونت از طریق فیستول‌های روده، خون یا لنف نیز رخ دهد.اعتقاد بر این است که این باکتری معمولاً از روده به مجرای خروجی مثانه منتقل می‌شود، و خطر این مسئله در زنان به علت آناتومی آن‌ها بیشتر است. باکتری E. Coli پس از راه پیدا کردن به مثانه قادر است به دیواره مثانه بچسبد و بیوفیلم مقاوم در برابر پاسخ ایمنی بدن را تشکیل دهد.

## پیشگیری
تعدادی از اقداماتی که تأثیر آن‌ها بر دفعات بروز عفونت دستگاه ادراری به اثبات نرسیده عبارتند از: استفاده از قرص‌های ضدبارداری یا کاندوم، ادرار کردن بلافاصله پس از مقاربت، نوع لباس زیر مورد استفاده، شیوه‌های بهداشت شخصی پس از ادرار کردن یا مدفوع کردن، یا این که آیا فرد به‌طور معمول حمام می‌کند یا دوش می‌گیرد. به همین ترتیب با فقدان شواهد مربوط به اثر نگهداشتن ادرار، استفاده از نوار بهداشتی، و شستشوی واژن مواجه هستیم.
به افراد مبتلا به عفونت‌های مکرر دستگاه ادراری که از اسپرم‌کش یا دیافراگم به‌عنوان روش پیشگیری از بارداری استفاده می‌کنند، توصیه می‌شود از روش‌های دیگری استفاده نمایند.(آب یا کپسول) زغال اخته ممکن است بروز بیماری در افرادی که دچار عفونت‌های مکرر می‌شوند را کاهش دهد، اما مسئله تحمل در دراز مدت مربوط به ناراحتی دستگاه گوارش در بیش از ۳۰٪ افراد رخ می‌دهد. دو بار استفاده در روز ممکن است نسبت به یک بار استفاده در روز ارجحیت داشته باشد. تا سال ۲۰۱۱ بررسی مفید بودن استفاده از پروبیوتیک‌های درون‌واژنی همچنان نیازمند مطالعات بیشتری بوده‌است. استفاده از کاندوم بدون اسپرم‌کش یا استفاده از قرص‌های ضدبارداری، خطر عفونت دستگاه ادراری غیرپیچیده را افزایش نمی‌دهد. .

### داروها
با توجه به خاصیت آنتی باکتریال و ضد التهاب گیاه گزنه، عصاره اورتیکا، در کاهش التهاب و عفونت دستگاه ادراری مؤثر می‌باشد. این عصاره علیه گونه‌های مولد عفونت ادراری که شامل Escherichia coli، Klebsiella و Proteus mirabilis هستند، عمل می‌کند و به‌طور چشمگیری حرکت باکتری E.coli را کاهش می‌دهد و از تشکیل کلونی‌های آن جلوگیری می‌کند.

همچنین کافئیک اسید موجود در گزنه با مهار آنزیم ۵- لیپواکسیژناز از سنتز واسطه‌های التهابی از جمله لکوترین‌ها جلوگیری می‌کند. ترکیب کوئرستین موجود در گزنه آزادسازی هیستامین از بازوفیل‌ها ماست سل‌ها را کاهش داده و تولید فاکتورهای التهابی α- TNF، β- IL1، نیتریک اکسید و آنزیم‌های دخیل در التهاب همچون سیکلو اکسیژناز و لیپو اکسیژناز را مهار می‌کند. علاوه بر این فلاونوئیدهای موجود در این عصاره به‌طور مستقیم سبب اختلال در اتصال فاکتور NF-kB (فاکتوری که سبب افزایش بیان ژنی بسیاری از فاکتورهای پیش التهابی می‌شود) به DNA می‌شود و از التهاب پیشگیری می‌کند.
برای کسانی که به عفونت‌های مکرر دچار می‌شوند، استفاده از آنتی‌بیوتیک‌ها به‌طور روزانه و برای دوره‌ای طولانی مدت مؤثر است. داروهایی که اغلب مورد استفاده قرار می‌گیرند عبارتند از: نیتروفورانتوئین و تری‌متوپریم/سولفامتوکسازول. متانامین نیز ماده دیگری است که غالباً برای این منظور استفاده می‌شود چرا که در مثانه‌ای که اسیدیته آن کم است فرمالدئید تولید می‌کند که مقاومت بدن در برابر آن افزایش نمی‌یابد. در مواردی که عفونت ناشی از مقاربت است، مصرف آنتی‌بیوتیک پس از مقاربت ممکن است مفید باشد. معلوم شده‌است که در زنان یائسه، استفاده از استروژن واژنی موضعی باعث کاهش بروز عفونت شده‌است. استفاده از استروژن واژنی از پساری‌ها برخلاف کرم‌های موضعی، به اندازه استفاده از آنتی‌بیوتیک با دوز پایین مؤثر نبوده‌است. تا سال ۲۰۱۱ چندین واکسن در دست تهیه بوده‌است.

### در کودکان
شواهد حاکی از این امر که آنتی‌بیوتیک‌های پیشگیرانه عفونت‌های ادراری در کودکان را کاهش می‌دهند ضعیف است. . با این حال، اگر هیچ ناهنجاری دیگری در کلیه‌ها وجود نداشته باشد، ابتلای مکرر به عفونت دستگاه ادراری ندرتاً موجب مشکلات کلیوی شده و باعث ایجاد بیماری مزمن کلیوی در کمتر از یک سوم درصد (۰٫۳۳٪) در بزرگسالان می‌گردد. .

## تشخیص

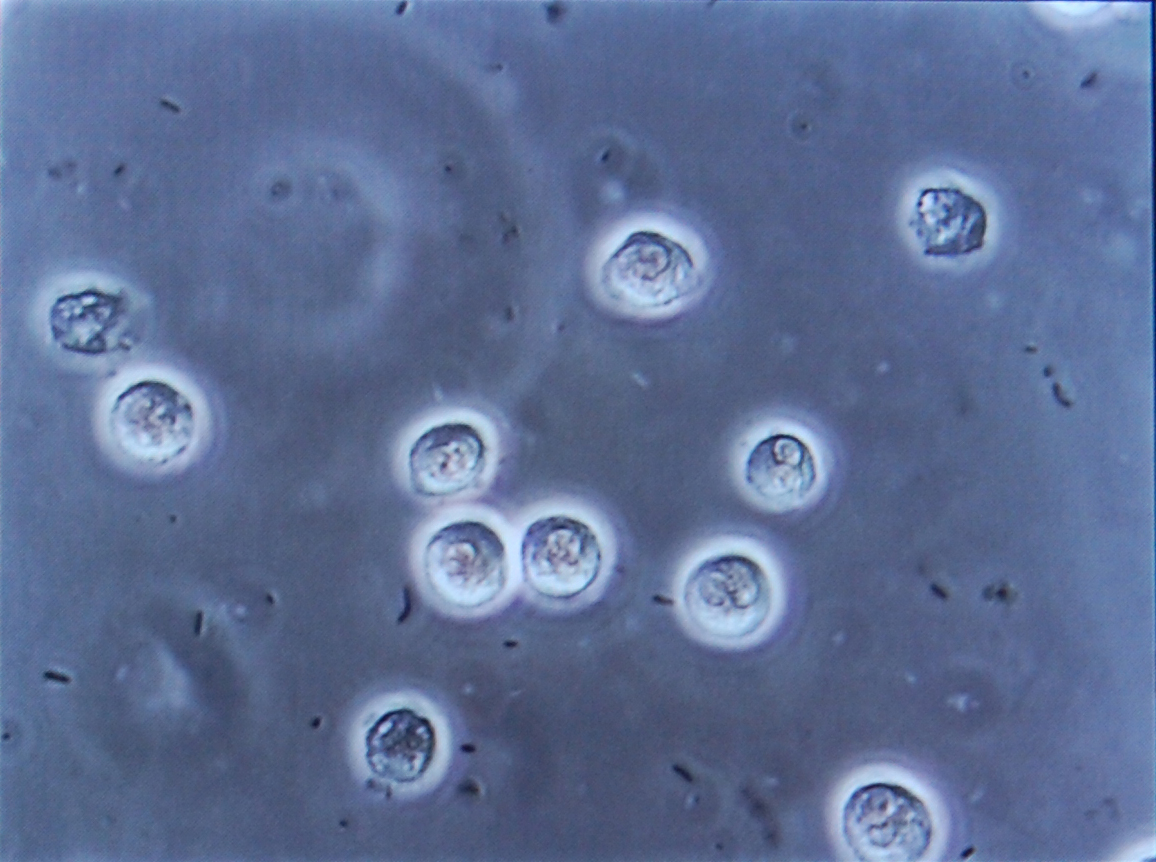
باسیل چندگانه (باکتری‌های میله‌ای‌شکل که در اینجا به رنگ سیاه و لوبیایی‌شکل نشان داده شده‌اند) بین سلول‌های سفید خون در ادرار و در زیر میکروسکوپ نشان داده شده‌اند. این تغییرات نشان‌دهنده عفونت دستگاه ادراری است.

در موارد روشن، می‌توان تنها بر اساس علائم نسبت به تشخیص و درمان اقدام کرد و نیازی به تأیید بیشتر از طریق آزمون‌های آزمایشگاهی نیست.در موارد پیچیده یا مشکوک، ممکن است تأیید تشخیص از طریق آنالیز ادرار و جستجو به‌دنبال حضور نیتریت در ادرار، سلولهای سفید خون (لکوسیت‌ها)، یا لکوسیت استراز مفید باشد. یکی دیگر از آزمایش‌ها، یعنی آزمایش میکروسکوپی ادرار به دنبال حضور سلول‌های قرمز خون، سلول‌های سفید خون، یا باکتری می‌گردد. کشت ادرار در صورتی مثبت تلقی می‌شود که تعداد کلنی‌های باکتریایی بزرگتر یا مساوی به ۱۰۳ واحد تشکیل‌دهنده کلنی در هر میلی‌لیتر ارگانیسم متداول در دستگاه ادراری باشد. حساسیت آنتی‌بیوتیکی را نیز می‌توان با این کشت آزمایش کرد، و از این حیث در انتخاب درمان آنتی‌بیوتیکی مفید است.با این حال ممکن است درمان آنتی‌بیوتیکی در زنانی که نتیجه کشت آن‌ها منفی است باز هم به بهبود منجر شود. چرا که علائم می‌توانند مبهم باشند و تشخیص بیماری می‌تواند در افراد مسن بدون آزمایش‌های قابل اعتماد مربوط به عفونت‌های دستگاه ادراری، مشکل باشد.

### طبقه‌بندی
عفونت ادراری ممکن است تنها دستگاه ادراری تحتانی را مبتلا کند که در این صورت به آن عفونت مثانه گفته می‌شود. همچنین ممکن است دستگاه ادراری فوقانی را درگیر نماید که در این صورت به آن پیلونفریت گفته می‌شود. اگر ادرار حاوی مقدار باکتری قابل توجهی بوده، اما هیچ نشانه‌ای وجود نداشته باشد، به این وضعیت باکتریوری بدون علامت گفته می‌شود. اگر عفونت دستگاه ادراری شامل عفونت در قسمت فوقانی بوده و فرد به دیابت شیرین مبتلا باشد، باردار بوده، مرد باشد، یا دچار نقص ایمنی باشد، عفونت مذکور پیچیده محسوب می‌شود. در غیر این صورت اگر در زنی سالم و پیش از یائسگی رخ دهد، غیرپیچیده محسوب می‌شود. در کودکان هنگامی که عفونت دستگاه ادراری با تب همراه باشد، عفونت دستگاه ادراری فوقانی تلقی می‌گردد.

### در کودکان
برای تشخیص وجود عفونت دستگاه ادراری در کودکان، باید نتیجه کشت ادرار مثبت باشد. از آنجا که مسئله آلودگی بسته به روش جمع‌آوری مورد استفاده مشکل‌آفرین است، بنابراین آستانه ۱۰۵ CFU/mL جهت نمونه تهیه شده به روش «تمیز گرفته شده» از ادرار میانی، آستانه ۱۰۴ CFU/mL جهت نمونه‌های تهیه شده از سوند، و آستانه ۱۰۲ CFU/mL جهت نمونه‌گیری سوپراپوبیک (نمونه‌ای که به‌طور مستقیم با سوزن از مثانه کشیده می‌شود) مورد استفاده قرار می‌گیرد. سازمان بهداشت جهانی استفاده از «کیسه‌های ادرار» برای جمع‌آوری نمونه را با توجه به میزان بالای آلودگی در هنگام کشت توصیه نمی‌کند، و در کسانی که آموزش ادرار کردن در توالت را ندیده‌اند، سوندگذاری ترجیح دارد. برخی سازمان‌ها نظیر آکادمی اطفال آمریکا استفاده از اولتراسوند کلیوی و دفع سیستویورتروگرام (تماشای مجرای خروجی مثانه و کیسه مثانه فرد با استفاده از اشعه ایکس در حین ادرار کردن وی) را برای تمام کودکان کوچکتر از دو سال که عفونت دستگاه ادراری داشته‌اند توصیه می‌کنند.با این حال، به این دلیل که حتی در صورت تشخیص وجود بیماری درمان مؤثری وجود ندارد، سایر سازمان‌ها نظیر مؤسسه ملی تعالی بالینی تصویربرداری متداول را تنها برای کودکان دارای سن کمتر از شش ماه یا کسانی که نتایج آن‌ها غیرمعمول است، توصیه می‌نمایند.

### تشخیص افتراقی
در زنان مبتلا به سرویسیت (التهاب گردن رحم) یا واژینیت (التهاب واژن) و در مردان جوان دارای علائم عفونت دستگاه ادراری، ممکن است، علت بیماری عفونت کلامیدیا تراکوماتیس یا نایسریا گونورا باشد. واژینیت ممکن است به علت عفونت قارچی باشد. در افرادی که به دفعات مکرر علائم عفونت دستگاه ادراری را تجربه می‌کنند، اما کشت ادرار آن‌ها همچنان منفی است و با آنتی‌بیوتیک بهبود پیدا نمی‌کند می‌توان سیستیت بینابینی (درد مزمن در مثانه) را در نظر گرفت. همچنین در تشخیص افتراقی می‌توان پروستاتیت (التهاب پروستات) را نیز در نظر داشت.

## درمان
مهمترین مبنای درمان استفاده از آنتی‌بیوتیکها است. گاهی در طول چند روز اول علاوه بر آنتی‌بیوتیک، فنازوپیریدین تجویز می‌شود تا به تسکین سوزش و رفع اضطرار ناشی از عفونت مثانه کمک کند. با این حال، با توجه به مشکلات ایمنی ناشی از استفاده از آن و به‌ویژه افزایش خطر ابتلا به متهموگلوبینمی (میزان متهموگلوبین بالاتر از سطح عادی در خون) استفاده مداوم از آن توصیه نمی‌شود. ممکن است استامینوفن (پاراستامول) نیز برای تب استفاده شود.
در زنانی که عفونت دستگاه ادراری ساده به‌طور مکرر در آن‌ها رخ می‌دهد، تنها در صورتی که درمان اولیه با شکست مواجه گردد، ممکن است خوددرمانی پس از بروز علائم و پیگیری پزشکی منجر به بهبود شود.نسخه آنتی‌بیوتیک را می‌توان از طریق تلفن به داروساز اعلام کرد.

### غیرپیچیده
عفونت‌های غیرپیچیده را می‌توان تنها بر اساس علائم تشخیص داد و درمان کرد. آنتی‌بیوتیک‌های خوراکی نظیر تری‌متوپریم/سولفامتوکسازول (TMP / SMX)، سفالوسپورینها، نیتروفورانتوئین یا فلوروکینولون زمان بهبود را به‌طور قابل ملاحظه‌ای کوتاه می‌کنند و به همان اندازه مؤثر هستند. معمولاً یک دوره درمان سه روزه با تری‌متوپریم، TMP/SMX یا یک فلوروکینولون کفایت می‌کند، حال آن که درمان با نیتروفورانتوئین به ۵–۷ روز زمان نیاز دارد. با شروع درمان، علائم باید در عرض ۳۶ ساعت بهبود پیدا کند. در حدود ۵۰٪ از افراد بدون درمان طی چند روز یا چند هفته بهبود می‌یابند. انجمن بیماری‌های عفونی آمریکا استفاده از فلوروکینولون به‌عنوان نخستین درمان را به دلیل نگرانی از ایجاد مقاومت در برابر این دسته از داروها توصیه نمی‌کند. با وجود هشدار مذکور، در اثر استفاده وسیع از تمام این داروها، مقاومت‌هایی در برابر آن‌ها به‌وجود آمده‌است. در برخی از کشورها تری متوپریم به تنهایی معادل TMP/SMX محسوب می‌شود. در عفونت‌های ساده دستگاه ادراری در کودکان، آن‌ها اغلب به یک دوره سه روزه آنتی‌بیوتیک پاسخ می‌دهند.

### پیلونفریت
پیلونفریت نسبت به عفونت مثانه ساده و با استفاده از دوره طولانی‌تر آنتی‌بیوتیک‌های خوراکی یا آنتی‌بیوتیک‌های داخل وریدی به‌صورت بهتری درمان می‌شود. به‌طور معمول در نواحی که میزان مقاومت کمتر از ۱۰٪ است، یک دوره هفت روزه مصرف فلوروکینولون خوراکی سیپروفلوکساسین مورد استفاده قرار می‌گیرد.اگر میزان مقاومت برخی نواحی بیش از ۱۰٪ باشد، اغلب یک دوز داخل وریدی سفتریاکسون تجویز می‌شود. ممکن است لازم باشد کسانی که علائم شدیدتری دارند، در بیمارستان بستری شوند تا به‌طور مداوم آنتی‌بیوتیک دریافت کنند. اگر علائم پس از دو یا سه روز از شروع درمان بهبود پیدا نکند، ممکن است عوارضی نظیر انسداد ادراری ناشی از سنگ کلیه در نظر گرفته شود.

## اپیدمیولوژی
عفونت‌های دستگاه ادراری شایع‌ترین عفونت باکتریایی در زنان است. این عفونت‌ها اغلب بین سنین ۱۶ و ۳۵ سالگی رخ می‌دهد، و ۱۰٪ از زنان در هر سال به عفونت دچار می‌شوند و ۶۰٪ آن‌ها در طول زندگی خود یک بار دچار عفونت می‌گردند. بروز مجدد بیماری امری شایع است و نزدیک به نیمی از افراد در طی یک سال برای بار دوم دچار عفونت می‌شوند.عفونت‌های دستگاه ادراری در زنان نسبت به مردان چهار برابر بیشتر رخ می‌دهد. پیلونفریت به میزان۲۰–۳۰ بار کمتر اتفاق می‌افتد. این بیماری شایع‌ترین علت عفونت‌های مبتلایی در بیمارستان بوده و حدود ۴۰٪ موارد آن را تشکیل می‌دهند. با افزایش سن، میزان باکتری بدون علامت در ادرار، از دو تا هفت درصد در زنانی که در سنین باروری هستند و به میزان ۵۰٪ در زنان مسن در خانه‌های سالمندان افزایش می‌یابد. میزان باکتری بدون علامت در ادرار مردان ۷۵ سال به بالا بین ۷–۱۰٪ است.
عفونت‌های دستگاه ادراری ممکن است ۱۰٪ از افراد را در دوران کودکی مبتلا کند. در میان کودکان، شیوع عفونت‌های دستگاه ادراری در پسران ختنه نشده با سن کمتر از سه ماه بیشترین میزان بوده، و سپس دختران کمتر از یک سال در رده دوم قرار دارند. با این حال برآورد فراوانی این بیماری در میان کودکان بسیار متغیر است. در گروهی از کودکان که مبتلا به تب بوده و در محدوده سنی بین تولد و دو سال قرار داشتند، بین ۲ تا ۲۰٪ آن‌ها مبتلا به عفونت دستگاه ادراری تشخیص داده شدند.

## جامعه و فرهنگ
در ایالات متحده، عفونت دستگاه ادراری علت حدود هفت میلیون مراجعه به مطب، یک میلیون مراجعه به بخش اورژانس، و صد هزار بار بستری شدن در بیمارستان در طی هر سال است. هزینه درمان این عفونت‌ها هم به لحاظ زمان از دست رفته در سر کار و هم هزینه‌های مراقبت‌های پزشکی چشمگیر است.در ایالات متحده هزینه‌های درمان مستقیم به میزان ۱٫۶ میلیارد دلار در سال تخمین زده می‌شود.

## تاریخچه
شرح عفونت‌های دستگاه ادراری از دوران باستان موجود است و اولین شرح مستند آن در پاپیروس ابرس آمده که قدمت آن به سال ۱۵۵۰ قبل از میلاد برمی‌گردد. مصریان از آن به‌عنوان «فرستادن گرما از مثانه» یاد می‌کردند. درمان مؤثر این بیماری تا زمان تهیه و در دسترس قرار گرفتن آنتی‌بیوتیک‌ها در دهه ۱۹۳۰ صورت نمی‌گرفت و پیش از آن استفاده از گیاهان، حجامت و استراحت توصیه می‌شد.

## در دوران بارداری
عفونت‌های دستگاه ادراری به علت افزایش خطر ابتلا به عفونت کلیه در دوران بارداری بیشتر نگران‌کننده است. در دوران بارداری، سطح بالای پروژسترون خطر کاهش تون عضلات حالب و مثانه را افزایش داده و منجر به افزایش احتمال برگشت ادرار به حالب و به سمت کلیه‌ها می‌شود.گرچه در زنان باردار خطر ابتلا به باکتریوری بدون علامت افزایش نمی‌یابد، اما در صورتی که باکتریوری وجود داشته باشد خطر ابتلای آن‌ها به عفونت کلیه ۲۵–۴۰٪ است. بنابراین اگر آزمایش ادرار نشانه‌ای از وجود عفونت را نشان دهد - حتی اگر علائم دیگر وجود نداشته باشد - توصیه می‌شود درمان صورت بگیرد.به‌طور معمول از سفالکسین یا نیتروفورانتوئین استفاده می‌شود، زیرا به‌طور کلی این داروها برای دوران بارداری بی‌خطر تلقی می‌شوند. عفونت کلیه در دوران بارداری ممکن است ناشی از تولد زودرس یا پره اکلامپسی باشد (حالت  فشار خون بالا و اختلال در عملکرد کلیه در طی بارداری می‌تواند منجر به تشنج شود).